# Antonio Beccadelli
Antonio Beccadelli (Palerm 1394 — Nàpols 1471), anomenat el Panormita, fou un humanista italià, poeta, doctor en dret i membre de la cort d'Alfons el Magnànim.
Nascut a Palerm, era el fill gran del mercader Enrico di Vannino Beccadelli, que havia jugat un rol actiu en la política siciliana, exercent de pretor de Palerm el 1393.

## Viatges
Beccadelli viatjà a nombroses ciutats italianes i va ser alumne de Gasparino da Barizizza a Pàdua. El 1419 es va estar un temps a Florència, i d'allí viatjà a Siena per estudiar jurisprudència. Prosseguí cap a Bolonya, on s'està fins a l'agost del 1427. Retornà a Florència i d'allí a Roma, on hi restà dins el 1428. El 1429 viatjà a Gènova.
A Pavia fou hoste de la familia de Filippo Maria Visconti (1430-1433), on completà els seus estudis i entrà a la cort dels Visconti. Es dedicà a estulis filològics, en especial a Plaute.

## Beccadelli i Alfons el Magnànim
El 1434 entrà al servei d'Alfons el Magnànim a Nàpols. Alfons era un gran patrocinador de les arts i en aquella ciutat Beccadelli hi fundà l'acadèmia Porticus Antonianus, posteriorment coneguda com a Pontaniana, en honor de Giovanni Pontano, que va succeir-hi a Beccadelli. Fou Beccadelli qui introduí Pontano, aleshores un jove estudiós, a la cancelleria reial d'Alfons.
Beccadelli, que compartia amb Alfons una gran estima per la cultura, l'acompanyà en les vicissituds del seu regnat. Quan Alfons caigué presoner de Filippo Maria Visconti, Duc de Milà, el 1435, el mateix rei persuadí el seu captor de deixar-lo anar convencent-lo que interessava a Milà no impedir la victòria catalanoaragonesa a Nàpols. Beccadelli, amb les seves antigues relacions amb la cort milanesa, hi jugà el seu paper, en aquestes negociacions.
Després de la mort del rei Alfons, Beccadelli continuà relacionat amb la Corona d'Aragó i serví Ferran I de Nàpols, fill del Magnànim, l'educació del qual havia estat posada per aquest darrer, el seu pare, sota la direcció de Beccadelli.
Beccadelli morí a Nàpols.

## Hermaphroditus
Beccadelli és famós per la seva obra de contingut sexual Hermaphroditus (1425), una col·lecció de vuitanta-un epigrames en llatí, que evoca l'erotisme desinhibit dels treballs de Catul i Marc Valeri Marcial, així com la Priapea.

## Altres obres
- Epistulae gallicae (1474)
- Epistulae campanae (1474)
- Espistulae politicae
- De dictis et factis Alphonsi regis (1455)
- Liber Rerum Gestarum Ferdinandi Regis (1438-1458).

## Palazzo del Panormita
El Palazzo del Panormita, a Nàpols, li va pertànyer. Fou construït a la segona meitat del segle xv sota la direcció de l'arquitecte Giovan Filippo de Adinolfo.

### En català
- Antonio Beccadelli, Dels fets e dits del gran rey Alfonso. Versió catalana segle xv de Jordi de Centelles; a cura d'Eulàlia Duran; establiment del text llatí a cura de Mariàngela Vilallonga; apéndix de Joan Ruiz i Calonja. Editorial Barcino, Barcelona, 1990. ISBN 978-84-7226-626-1. Vegeu-ne dades i índex[Enllaç no actiu].

### En castellà
- Antonio Beccadelli, El Hermafrodito. Ed. Akal, 2008. Colección: Clásicos latinos medievales y renacentistas, 23. ISBN 978-84-460-2574-0